# Старая Гута (Волынская область)
Ста́рая Гу́та (укр. Стара́ Гу́та) — село в Старовыжевской поселковой общине Ковельского района Волынской области Украины.
До 2020 года входило в Старовыжевский район.
Код КОАТУУ — 0725085801. Население по переписи 2001 года составляет 1161 человек. Почтовый индекс — 44423. Телефонный код — 3346. Занимает площадь 3,06 км².